# スイミングマガジン
スイミングマガジン（SWIMMING MAGAZINE）は、ベースボール・マガジン社が発行する水泳競技専門誌である。略称は「スイマガ」。

## 概要
- 1977年創刊。かつては「スイミング&ウォーターポロマガジン」という誌名であったが、当時より「スイミングマガジン」とも呼ばれており、後に改称された。
- 毎月11日（変動あり）発売。定価は730円(2007年)だが付録などによって50～100円程度高くなる場合もある。2010年には800円、2013年には860円、2018年～現在920円に値段は改定されている。
- 競泳を中心にアーティスティックスイミング・飛込・水球・オープンウォータースイミングについても扱っており、国内外の競技会の結果や展望を掲載している。
- 加えて現役選手による連載や一般スイマーへ向けた技術講座なども掲載されている。
- 2018年7月号で500号となった。表紙は池江璃花子[1]。

## 連載企画
- 中西悠子“BUTTERFLY BRINGS DREAM”
- 一流の秘密
- スイマガ Culture by胡麻鶴寿＆佐竹弘靖
- 島村俊治の「アスリートのいる風景」
- マスターズ協会便り
- OWSサーチ
- スイマガ記録室
- ニュース＆インフォメーション／今月の新記録
- POOL SIDE 読者のページ
- 読者プレゼント